# Episodi di ACAB - La serie
La prima stagione della serie televisiva ACAB - La serie, composta da sei episodi, è stata interamente pubblicata sul servizio di streaming on demand Netflix il 15 gennaio 2025 in tutti i Paesi in cui è disponibile.
| n° | Titolo     | Pubblicazione in Italia |
| -- | ---------- | ----------------------- |
| 1  | Episodio 1 | 15 gennaio 2025         |
| 2  | Episodio 2 | 15 gennaio 2025         |
| 3  | Episodio 3 | 15 gennaio 2025         |
| 4  | Episodio 4 | 15 gennaio 2025         |
| 5  | Episodio 5 | 15 gennaio 2025         |
| 6  | Episodio 6 | 15 gennaio 2025         |

## Episodio 1
- Diretto da: Michele Alhaique
- Soggetto e sceneggiatura di: Filippo Gravino

### Trama
In Val di Susa, l'Unità Roma 3 del Reparto mobile attende all'interno di un furgone l'ordine di intervenire contro i manifestanti NO TAV radunati per protestare contro la realizzazione della linea TAV. L'atmosfera è tesa, Marta, l'unica donna del gruppo, prova a interagire con Salvatore, il suo collega più giovane e imprevedibile, mentre il caposquadra Pietro, visibilmente nervoso, confessa al suo amico Ivano, detto Mazinga, che sua moglie Anna ha deciso di chiedere il divorzio. Quando arriva l'ordine di intervenire l'unità si trova in una situazione difficile, sotto il lancio di pietre e molotov da parte dei manifestanti. Pietro viene colpito alle spalle da una bomba carta e deve esser trasportato via in ambulanza. A quel punto Mazinga prende il comando della squadra e incita i suoi compagni a caricare i manifestanti nonostante avesse ricevuto ordine contrario.
Dopo la carica la squadra, guidata da Mazinga, insegue i manifestanti sino alla riva di un fiume, e li aggrediscono lasciando numerosi feriti. Al ritorno a Roma la squadra scopre che per sostituire Pietro è stato trasferito da Senigallia l'ispettore Michele Nobili, poliziotto contrario ai metodi della vecchia scuola che in passato ha anche testimoniato contro un collega colpevole di violenze e che per questo viene considerato un infame. Marta nel frattempo cerca di conciliare il lavoro con sua figlia adolescente; Mazinga scopre invece che suo figlio si è sposato e aspetta una bambina, ma vuole darle il cognome della madre e non il suo. Poco prima di andare in ospedale a trovare Pietro, la squadra scopre che uno dei ragazzi feriti al fiume è entrato in coma. Mazinga ricorda a tutti di mantenere assoluto silenzio sulla vicenda. 
- Altri interpreti: Alessandro Vendetti (Riccardo Buccini), Elena Ferrantini (Joanna), Stefano Cenci (vice questore Val di Susa), Irma Ticozzelli (manifestante NO TAV).

## Episodio 2
- Diretto da: Michele Alhaique
- Soggetto e sceneggiatura: Carlo Bonini, Luca Giordano

### Trama
La procura di Torino apre un'indagine sugli scontri in Val di Susa, e i sospetti ricadono subito sulla squadra di Roma poiché è l'unica di cui non si hanno a disposizione le immagini delle body cam. Vengono perquisite le abitazioni e sequestrata tutta l'attrezzatura utilizzata in quella notte. Pietro esce dall'ospedale e rientra a casa, ma è costretto su una sedia a rotelle e lo aspetta una lunga e difficile convalescenza. Fra i poliziotti inizia a serpeggiare il nervosismo per le possibili conseguenze dell'inchiesta.
Nobili deve fare il suo primo intervento: la squadra deve sorvegliare i tifosi del West Ham in attesa che vengano fatti salire sui bus che li dovranno scortare allo Stadio Olimpico per la partita con la Roma. Nobili adotta una politica attendista, mentre Mazinga vorrebbe subito caricare i tifosi. La situazione precipita rapidamente quando i tifosi aggrediscono delle pattuglie arrivate, e Mazinga contravvenendo agli ordini si porta a contatto con i tifosi assieme agli altri. Dopo gli scontri Marta rimane contusa ed è portata in ospedale, mentre il resto della squadra si riunisce a cena e decide di chiedere la rimozione di Nobili dal comando. La mattina dopo Nobili prova a difendersi dalle accuse sostenendo che la squadra non ha seguito i suoi ordini, ma il comandante lo rimprovera per non esser stato in grado di farsi accettare. Nobili nota che fra le firme delle persone che ne hanno chiesto l'allontanamento manca quella di Marta; al suo rientro a casa trova sua moglie in lacrime.
- Altri interpreti: Gianni Lillo (addetto armeria), Andrea Vasone (agente DIGOS #1), Tiziano Ferracci (agente DIGOS #2), Pedro (istruttore Redman), Francesco Primavera (funzionario polizia).

## Episodio 3
- Diretto da: Michele Alhaique
- Soggetto e sceneggiatura di: Elisa Dondi

### Trama
La figlia di Nobili ha subito violenza sessuale, e viene accompagnata in ospedale dai genitori ma si rifiuta di andare in commissariato per la denuncia. Nel frattempo il procuratore inizia gli interrogatori, concentrandosi in particolare sulla bodycam mancante, ma la squadra rimane compatta sulla versione di Mazinga. Marta, preoccupata per il riavvicinamento del padre, ex-alcolista, alla figlia, si scontra anche con l'ostilità dei colleghi per non aver firmato la lettera contro Nobili.
Alla squadra viene assegnato il compito di scortare una famiglia moldava nel nuovo appartamento popolare assegnato a Primavalle, nuovamente sotto la guida di Nobili. Nobili decide di rimanere a proteggere la famiglia dai manifestanti che vogliono impedire l'assegnazione a una famiglia straniera, nonostante il loro compito fosse limitato solo al farli entrare, guadagnandosi il rispetto dei colleghi e in particolare di Marta. L'impegno professionale gli impedisce però di dedicare tempo a sua figlia Emma, che dopo la violenza si è chiusa in se stessa, e non vuole dar seguito alla denuncia. Gli interrogatori proseguono, coinvolgendo anche Marta e Mazinga, ma il muro di omertà della squadra non crolla. La puntata si chiude con Nobili che riesce a bloccare sua figlia che stava tentando il suicidio seduta sul davanzale della finestra.
- Altri interpreti: Julia Messina (dottoressa visita Emma), Stefania Seimur (Elena), Renato Marchetti (Mauro), Gianni Lillo (addetto armeria), Cristian Di Sante (funzionario Primavalle), Christian Cavorso (comitato Primavalle), Alessio De Persio (assessore municipio Primavalle).
- Musiche: Nella scena in cui Nobili salva la figlia dal suicidio la canzone di sottofondo è Magia di Margherita Vicario[1].

## Episodio 4
- Diretto da: Michele Alhaique
- Soggetto di: Luca Giordano
- Sceneggiatura di: Bernardo Pellegrini

### Trama
Emma accetta di denunciare la violenza, mentre Nobili dopo l'accaduto inizia a mettere in discussione i suoi principi. Lovato scopre che la sua relazione a distanza con Lea era una truffa per estorcergli soldi, mentre Marta vince i suoi timori e accetta che la figlia riallacci i rapporti con il padre. Mazinga cerca di supportare Pietro andandolo a trovare e portandolo in caserma, ma Pietro reagisce male dicendo che senza il lavoro la sua vita non ha più alcun senso.
Alla successiva azione della squadra, in risposta alle proteste per l'apertura di una discarica Nobili sfoga il suo nervosismo intervenendo con violenza sui manifestanti. Al contrario Mazinga si tira indietro dall'azione, e dopo un duro confronto con Nobili in cui dichiara di esser ormai stanco del lavoro, decide di abbandonare la polizia. Dopodiché incontra il figlio, per chiedergli scusa, e Anna, la moglie di Pietro, per annunciarle la sua scelta. Infine consegna la sua bodycam con le registrazioni a Nobili, lasciando a lui la responsabilità di scegliere se consegnarla o meno al procuratore.
- Altri interpreti: Francesco Cotroneo (Giancarlo Valenti), Frida Bruno (Francesca Bastiani), Gianni Lillo (addetto armeria), Rosella Tancredi (donna discarica), Alessia Donadio (madre di Cua), Fernando Calicchia (magistrato tribunale 2014), Paolo Marconi (poliziotto 2014 #1), Michele Perrotta (poliziotto 2014 #2), Alessandro Pess (agente Pess), Ginevra Durante (ragazza video balletto).
- Musiche: Nella scena in cui Nobili e la moglie lavano i piatti si sente in sottofondo La mia storia tra le dita di Gianluca Grignani[1].

## Episodio 5
- Diretto da: Michele Alhaique
- Soggetto e sceneggiatura di: Carlo Bonini, Elisa Dondi

### Trama
Lovato rintraccia Matilde, la donna che lo stava truffando fingendosi Lea; dopo essersi introdotto con la forza in casa sua sta per ucciderla ma sentendo che c'è un bambino con lei si ferma in tempo. Marta accetta di concedere l'affidamento congiunto della figlia al padre. Nobili viene a sapere che dalle prime indagini non sembrano emergere degli elementi che provino la violenza su sua figlia, e gli viene consigliato di non proseguire con la denuncia per non esporla inutilmente al processo. Durante un'operazione di trasferimento di due detenuti da un carcere, Marta viene presa in ostaggio e salvata solo dall'intervento di Lovato che riesce a contrattare parlando in arabo e mostrando gran sangue freddo. Mazinga e Anna continuano a frequentarsi e a diventare più intimi, ma Pietro si confronta con il suo amico e gli dice di lasciar stare sua moglie; Mazinga decide di troncare ogni rapporto, mentre Anna lo accusa di essere un codardo che vive solo per cercare il rispetto dei colleghi. 
Nobili si confronta con sua figlia, chiedendole perché ha inviato messaggi al ragazzo dopo la violenza compromettendo la sua posizione, ma finisce con litigare sia con lei che con la moglie. Viene poi convocato in commissariato dal procuratore per essere interrogato, ma decide di non parlare coprendo la squadra. Marta intanto, in preda a una crisi di coscienza, confessa a sua figlia di essere lei la responsabile del ferimento del ragazzo in val di Susa. Lovato e altri membri della squadra rapiscono Vitaliano, il ragazzo colpevole della violenza; poi portano Nobili con loro e gli fanno trovare il ragazzo legato in un container abbandonato.
- Altri interpreti: Rosaria Langellotto (Matilde), Frida Bruno (Francesca Bastiani), Libero Renzi (Vitaliano Salis), Renato Marchetti (Mauro), Alessia Donadio (madre di Cua), Mehdi Lamsabhi (Chakir), Aiman Machhour (Azzouz), Patrizio La Bella (funzionario CPR).

## Episodio 6
- Diretto da: Michele Alhaique
- Soggetto e sceneggiatura di: Filippo Gravino

### Trama
Nobili aggredisce Vitaliano con pugni e colpi di mazza da baseball, facendosi giustizia da solo, ma rientrato a casa e scopre che la moglie e la figlia hanno deciso di andarsene. Alla cena per la vigilia di Natale si ritrova tutta la squadra, compresi Nobili e Pietro Fura che nel frattempo è stato abbandonato dalla moglie. Dopo la festa Nobili viene riaccompagnato a casa da Mazinga, con cui si confronta accusandolo di aver dato l'ordine di aggredire i manifestanti per vendetta ma concludendo che non può giudicarlo perché ormai anche lui è diventato come loro. Matilde rintraccia Lovato, e dopo un chiarimento in cui si scusa per averlo imbrogliato, ha un rapporto sessuale con lui; andandosene, accetta la proposta dell'agente di rivedersi.
Il trenta di dicembre tutta la squadra viene raggiunta da un avviso di garanzia per le indagini, che comporta la sospensione sino al termine dell'inchiesta. Marta scopre che il padre di Agata sta usando violenza anche con la sua nuova compagna, rompendole un braccio durante una scenata di gelosia, e la convince a denunciarlo. Mazinga riallaccia il rapporto con il figlio, sconvolto perché la compagna ha avuto un'emorragia durante il parto. La notte di capodanno, prima di entrare in servizio per l'ordine Mazinga annuncia alla squadra di voler confessare con il procuratore di Torino, assumendosi la responsabilità di aver dato l'ordine. Arriva la notizia il ragazzo ferito negli scontri in Val di Susa è morto, dando il via a violente manifestazioni di protesta. Allo scoccare della mezzanotte la squadra viene aggredita da un gruppo di antagonisti ma dopo un violento scontro riesce a fuggire in un sottopassaggio. Mazinga, ferito durante gli scontri, viene portato via dai colleghi e si accascia fuori dalla stazione di Termini mentre intorno i fuochi d'artificio annunciano il nuovo anno.
- Altri interpreti: Francesco Cotroneo (Giancarlo Valenti), Rosaria Langellotto (Matilde), Libero Renzi (Vitaliano Salis), Arianna Primavera (Giulia), Alessandro Pess (agente Pess), Gianni Lillo (addetto armeria), Francesco Buttironi (ragazzo bergamasco).
- Musiche: Nell'episodio compaiono Quanti anni hai di Vasco Rossi, Polvere di Enrico Ruggeri e ...E non andar più via di Lucio Dalla[1].